# Exécutif de la 3e législature de l'Assemblée d'Irlande du Nord
Irlande du Nord
2e législature 4e législature
L’Exécutif de la 3e législature de l'Assemblée d'Irlande du Nord (en anglais : Executive of the 3rd Northern Ireland Assembly) est le deuxième Exécutif d'Irlande du Nord, en exercice entre le 8 mai 2007 et le 16 mai 2011, durant la troisième législature de l'Assemblée.

## Historique du mandat
Dirigé par le nouveau Premier ministre unioniste Ian Paisley et le nouveau vice-Premier ministre nationaliste Martin McGuinness, cet exécutif est constitué et soutenu par une coalition consociationaliste entre le Parti unioniste démocrate (DUP), le Sinn Féin (SF), le Parti unioniste d'Ulster (UUP) et le Parti social-démocrate et travailliste (SDLP). Ensemble, ils disposent de 98 députés sur 108, soit 90,7 % des sièges de l'Assemblée.
Il est formé à la suite des élections législatives du 7 mars 2007.
Juridiquement, il succède à l'Exécutif de la 2e législature, mais les institutions dévolues étaient en réalité sous administration directe du gouvernement britannique depuis le 14 octobre 2002.
Au cours du scrutin parlementaire, le DUP conforte sa position de premier parti du territoire et de principale force unioniste, tandis que le SF devient la deuxième formation politique nord-irlandaise et confirme sa position de premier parti nationaliste. Le 26 mars, date limite fixée par la loi sur l'Irlande du Nord pour établir la répartition des portefeuilles ministériels, le Parti unioniste démocrate et le Sinn Féin annoncent vouloir gouverner ensemble et former un nouvel Exécutif à compter du 8 mai. Dans la journée, une loi du Parlement du Royaume-Uni approuve ce délai de six semaines et l'Exécutif de la 3e législature est constitué à la date prévue.
Paisley annonce le 4 mars 2008 qu'il compte démissionner de la direction du DUP et abandonner celle du gouvernement dévolu. Le ministre des Finances Peter Robinson est élu pour lui succéder comme chef de parti le 17 avril 2008 et de l'Exécutif le 5 juin, ce qui occasionne quatre jours plus tard un remaniement ministériel.
Robinson fait savoir le 11 janvier 2010 qu'il suspend ses activités pendant six semaines, afin que sa fonction ne soit pas affectée par le scandale financier impliquant son épouse Iris, députée à l'Assemblée et à la Chambre des communes. Lavé de tout soupçon par le conseiller juridique de ses services, il reprend ses responsabilités dès le 3 février.
Le 12 avril suivant, le chef du Parti de l'Alliance de l'Irlande du Nord (APNI) David Ford est élu par l'Assemblée ministre de la Justice. Ce poste étant très sensible puisqu'il exerce la tutelle du Service de police d'Irlande du Nord (PSNI), il est attribué à une personnalité qui ne se trouve pas identifiée comme unioniste ou nationaliste. À cette occasion, l'APNI rejoint la majorité parlementaire. L'Exécutif dispose donc 105 députés sur 108, soit 97,2 % des sièges de l'Assemblée.
À la suite des élections législatives du 5 mai 2011, la répartition des forces politiques est confirmée. L'Exécutif de la 4e législature est formé moins de deux semaines plus tard, toujours sous la direction partagée de Robinson et McGuinness.

## Composition

### Initiale (8 mai 2007)
| Fonction                                                              | Titulaire | Titulaire                                        | Parti |
| --------------------------------------------------------------------- | --------- | ------------------------------------------------ | ----- |
| Premier ministre                                                      |           | Ian Paisley (jusqu'au 05/06/2008) Peter Robinson | DUP   |
| Vice-Premier ministre                                                 |           | Martin McGuinness                                | SF    |
| Ministre de l'Agriculture et du Développement rural                   |           | Michelle Gildernew                               | SF    |
| Ministre de la Culture, des Arts et des Loisirs                       |           | Edwin Poots                                      | DUP   |
| Ministre de l'Éducation                                               |           | Caitríona Ruane                                  | SF    |
| Ministre de l'Emploi et de l'Apprentissage                            |           | Reg Empey                                        | UUP   |
| Ministre des Entreprises, du Commerce et des Investissements          |           | Nigel Dodds                                      | DUP   |
| Ministre de l'Environnement                                           |           | Arlene Foster                                    | DUP   |
| Ministre des Finances et de la Fonction publique                      |           | Peter Robinson (jusqu'au 05/06/2008)             | DUP   |
| Ministre de la Santé, des Services sociaux et de la Sécurité publique |           | Michael McGimpsey                                | UUP   |
| Ministre du Développement régional                                    |           | Conor Murphy                                     | SF    |
| Ministre du Développement social                                      |           | Margaret Ritchie                                 | SDLP  |

### Remaniement du9 juin 2008
- Les nouveaux ministres sont indiqués en gras, ceux ayant changé d'attributions en italique.

| Fonction                                                              | Titulaire | Titulaire          | Parti |
| --------------------------------------------------------------------- | --------- | ------------------ | ----- |
| Premier ministre                                                      |           | Peter Robinson     | DUP   |
| Vice-Premier ministre                                                 |           | Martin McGuinness  | SF    |
| Ministre de l'Agriculture et du Développement rural                   |           | Michelle Gildernew | SF    |
| Ministre de la Culture, des Arts et des Loisirs                       |           | Gregory Campbell   | DUP   |
| Ministre de l'Éducation                                               |           | Caitríona Ruane    | SF    |
| Ministre de l'Emploi et de l'Apprentissage                            |           | Reg Empey          | UUP   |
| Ministre des Entreprises, du Commerce et des Investissements          |           | Arlene Foster      | DUP   |
| Ministre de l'Environnement                                           |           | Sammy Wilson       | DUP   |
| Ministre des Finances et de la Fonction publique                      |           | Nigel Dodds        | DUP   |
| Ministre de la Santé, des Services sociaux et de la Sécurité publique |           | Michael McGimpsey  | UUP   |
| Ministre du Développement régional                                    |           | Conor Murphy       | SF    |
| Ministre du Développement social                                      |           | Margaret Ritchie   | SDLP  |

### Remaniement du1erjuillet 2009
- Les nouveaux ministres sont indiqués en gras, ceux ayant changé d'attributions en italique.

| Fonction                                                              | Titulaire | Titulaire                                     | Parti |
| --------------------------------------------------------------------- | --------- | --------------------------------------------- | ----- |
| Premier ministre                                                      |           | Peter Robinson                                | DUP   |
| Vice-Premier ministre                                                 |           | Martin McGuinness                             | SF    |
| Ministre de l'Agriculture et du Développement rural                   |           | Michelle Gildernew                            | SF    |
| Ministre de la Culture, des Arts et des Loisirs                       |           | Nelson McCausland                             | DUP   |
| Ministre de l'Éducation                                               |           | Caitríona Ruane                               | SF    |
| Ministre de l'Emploi et de l'Apprentissage                            |           | Reg Empey (jusqu'au 27/10/2010) Danny Kennedy | UUP   |
| Ministre des Entreprises, du Commerce et des Investissements          |           | Arlene Foster                                 | DUP   |
| Ministre de l'Environnement                                           |           | Edwin Poots                                   | DUP   |
| Ministre des Finances et de la Fonction publique                      |           | Sammy Wilson                                  | DUP   |
| Ministre de la Santé, des Services sociaux et de la Sécurité publique |           | Michael McGimpsey                             | UUP   |
| Ministre de la Justice (12/04/2010)                                   |           | David Ford                                    | APNI  |
| Ministre du Développement régional                                    |           | Conor Murphy                                  | SF    |
| Ministre du Développement social                                      |           | Margaret Ritchie                              | SDLP  |